# نظریه اتریشی چرخه کسب‌وکار
نظریه اتریشی چرخه کسب و کار (به انگلیسی: Austrian business cycle theory) (یا ABCT) نظریه‌ای اقتصادی است که در مکتب اتریشی اقتصاد توسعه یافته در این خصوص که چرخه‌های کسب و کار چگونه رخ می‌دهند. این نظریه چرخه‌های کسب و کار را نتیجه اجتناب ناپذیر رشد عظیم اعتبار بانکی می‌داند که سیاستهای ذاتاً آسیب زننده و ناکارمد بانک مرکزی، که موجب می‌شوند نرخهای بهره به مدت طولانی بسیار کم بمانند، منجر به خلق اعتبار مالی عظیم، حباب اقتصادی احتکارامیز و کاهش پس‌اندازها می‌شوند. نظریه اتریشی چرخه کسب و کار از کار اقتصاددان مکتب اتریش لودویگ فن میزس و فریدریش هایک نشأت می‌گیرد. هایک در ۱۹۷۴ جایزه نوبل در اقتصاد را به دلیل کارش در این تئوری دریافت کرد.
مدافعین آن معتقدند که یک دوره نرخ‌های بهره کم نگه داشته شده و خلق عظیم پول منجر به عدم تعادلی شکننده و ناپایدار بین پس‌انداز و سرمایه‌گذاری می‌شود. بنا بر این نظریه چرخه کسب و کار به این شیوه خود را آشکار می‌کند: نرخهای بهره پایین منجر به برانگیختن قرض از سیستم بانکی می‌شود. این گسترش اعتبار منجر به بسط عرضه پول از طریق فرایند خلق پول در یک نظام بانکداری قرضه کسری می‌شود. استدلال می‌شود که این منجر به یک توسعه عظیم ناپایدار ناشی از اعتبار می‌شود که طی آن قرض به‌طور مصنوعی برانگیخته شده خواهان نابودی فرصتهای سرمایه‌گذاری می‌شود. مدافعین معتقدند که این توسعه عظیم ناشی از اعتبار منجر به سرمایگذاری‌های غلط گسترده می‌شود.
توضیح اتریشی چرخه کسب و کار با فهم جریان اصلی چرخه کسب و کار تفاوت شایانی دارد و اقتصاددانان جریان اصلی عموماً آن را رد می‌کنند چرا که معتقدند با شواهد تجربی سازگار نیست. نظریه اتریشی چرخه کسب و کار در تضاد با بیشتر نظریه‌های جریان اصلی بر چرخه اعتبار به عنوان منشأ اصلی بیشتر چرخه‌های کسب و کار تمرکز می‌کند.
اقتصاددانانی چون گوتفرید فن هابرلر، میلتون فریدمن، گوردون تالک، براین کپلن، و پل کروگمن استدلال کرده‌اند که این نظریه نادرست است.
بنا بر موری راتبارد اقتصاددان اتریشی، نظریه اتریشی چرخه کسب و کار سعی می‌کند به این سؤالات دربارهٔ چیزهایی که اتریشیها معتقدند در جریان یک چرخه کسب و کار رخ می‌دهد پاسخ دهد:
- چرا دسته ای از اشتباهات ناگهانی کلی کسب و کار رخ می‌دهد؟
- چرا صنایع کالاهای سرمایه ای و قیمتهای بازار منبع بیشتر از قیمت صنایع و کالاهای مصرفی نوسان می‌کند؟
- چرا در حجم پول در اقتصاد در جریان هر توسعه شدید افزایش رخ می‌دهد و چرا عموماً گرچه نه به‌طور جهانی، در عرضه پول در جریان رکود کاهش رخ می‌دهد؟